# 马尔代夫国徽
馬爾代夫國徽五個元素組成：中間為一株椰子樹，兩側為國旗。中央為金色的新月抱星的圖案，象徵馬爾代夫是伊斯蘭國家。下面的綬帶書有馬爾代夫的傳統國名（الدولة المحلديبية）。